# Christoph Irniger

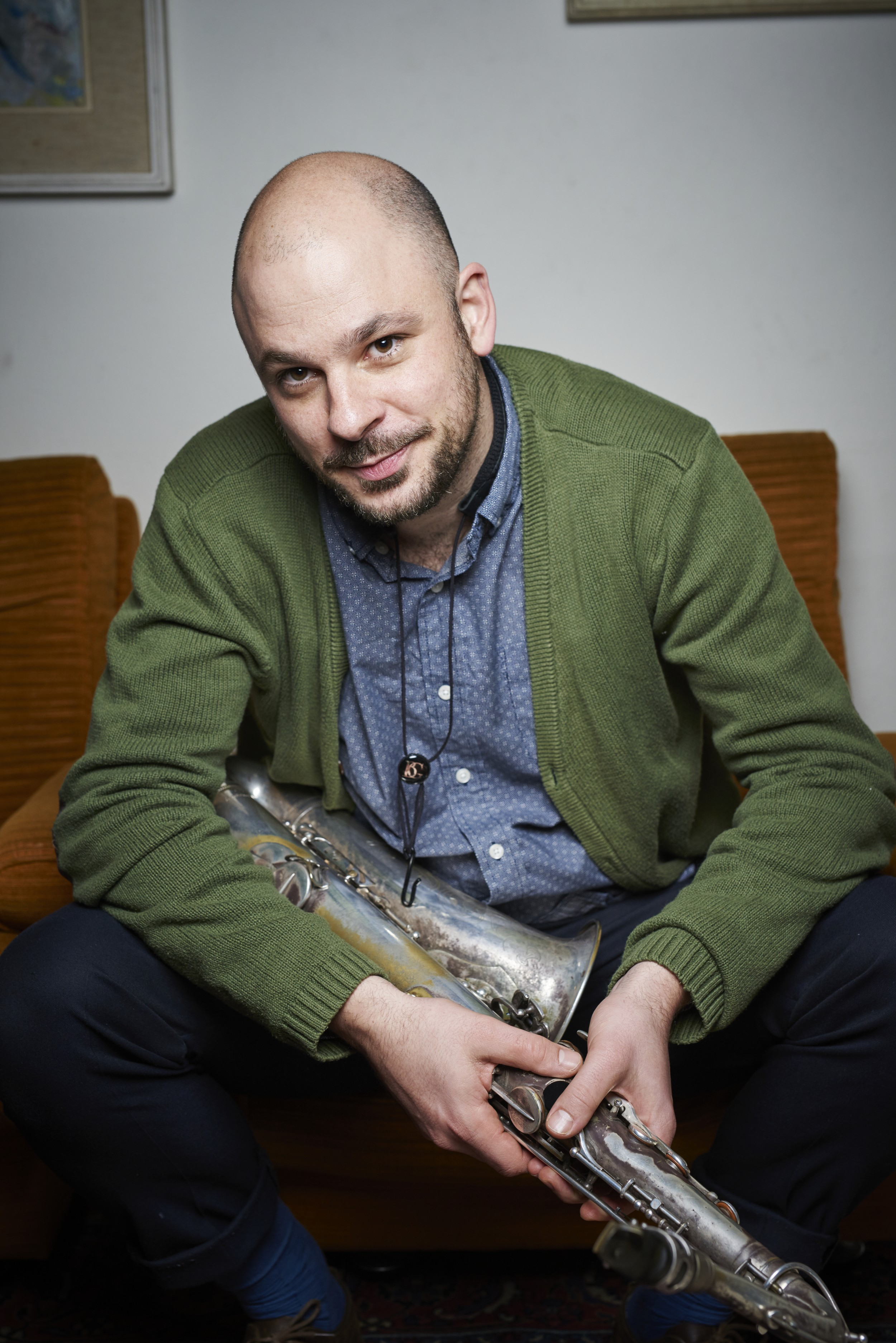
Christoph Irniger (© Gian Marco Castelberg)

Christoph Irniger (* 30. Oktober 1979 in Zürich) ist ein Schweizer Jazz-Tenorsaxophonist, Bandleader und Komponist.

## Leben und Wirken
Christoph Irniger studierte von 2000 bis 2006 an der Zürcher Hochschule der Künste Musikpädagogik und an der Hochschule Luzern Performance Jazz bei Christoph Grab und Nat Su. In den darauf folgenden Jahren reiste er regelmässig nach Berlin und New York, wo er u. a. Unterricht bei Dave Liebman, Mark Turner und Ari Hoenig nahm.
2007 erschien sein Debütalbum Chat Noir (Brambus Records). Seither ist Irniger auf jährlich etwa zwei neuen Tonträgern zu hören.
Neben eigenen Bands war Irniger an verschiedenen anderen Bandprojekten beteiligt. Von 2007 bis 2014 war er Mitglied des Lucerne Jazz Orchestra unter der Leitung von David Grottschreiber, wo er u. a. mit Dave Douglas, Claudio Puntin, Hayden Chisholm, Nils Wogram und Matthias Spillmann spielte. Zudem war er Mitglied der Band No reduce mit Nasheet Waits. Irniger war beteiligt an Aufnahmen und Auftritten u. a. mit Max Frankl, Stefan Rusconi, Christian Weber, Chris Wiesendanger, Vera Kappeler, Jean-Paul Brodbeck und Peter Frei, sowie den Reggae-Formationen Dodo & the Liberators und GG & the Informers.
Irniger lebt in Zürich und unterrichtet seit 2004 Saxophon an der Musikschule Konservatorium Zürich. Er war einer der Begründer der seit 2011 stattfindenden Jazzreihe Jazz im Seefeld in Zürich und hat 2010 die Jazzwerkstatt Zürich mitgegründet.

## Bandprojekte
- Pilgrim (seit 2009) mit Stefan Aeby – Piano; Dave Gisler – Gitarre; Raffaele Bossard – Kontrabass; Michi Stulz – Schlagzeug; Christoph Irniger, Tenorsaxophon
- Christoph Irniger Trio (seit 2012) mit Raffaele Bossard – Kontrabass; Ziv Ravitz – Schlagzeug; Christoph Irniger – Tenorsaxophon
- Cowboys from Hell (seit 2005) mit Marco Blöchlinger – Bass; Chrigel Bossard – Schlagzeug; Christoph Irniger – Tenorsaxophon & Electronics
- Noir (seit 2012) mit Don Philippe – Gitarre; Christoph Irniger – Tenorsaxophon
- Counterpoints (seit 2012) mit Ohad Talmor – Tenorsaxophon; Bänz Oester – Kontrabass; Dan Weiss – Schlagzeug; Christoph Irniger – Tenorsaxophon

## Preise und Auszeichnungen
Christoph Irniger gewann 2004 den Förderpreis der Friedl Wald Stiftung und erhielt 2006 die „borsa di studio“ für Siena Jazz 06. 2010 belegte er mit den Cowboys from Hell den 3. Platz beim ZKB Jazzpreis.
Für das zweite Album Gowanus Canal des Christoph Irniger Trios erhielt er einen Kompositionsbeitrag der STEO Stiftung und im Rahmen der prioritären Jazzförderung von Pro Helvetia wird er und seine Band Pilgrim von 2015 bis 2017 unterstützt.

## Diskographische Hinweise
- Christoph Irniger Quartett, Chat Noir (Brambus Records, 2008)
- Cowboys from Hell, Monster Rodeo (Altrisuoni, 2008)
- Christoph Irniger Pilgrim, Mt. Tongariro (Between the Lines, 2011)
- Cowboys from Hell, Big Fish (Double Moon, 2012)
- 2012 NoReduce Jaywalkin (nWog Records)
- Noir, Further Reductions (Contemplate, 2013)
- Christoph Irniger Trio, Gowanus Canal (Intakt Records, 2013)[4]
- Christoph Irniger Pilgrim, Italian Circus Story (Intakt Records, 2014)
- Christoph Irniger Trio, Octopus (Intakt Records, 2015)[5]
- Christoph Irniger Pilgrim, Big Wheel Live (Intakt Records, 2016)(Intakt Records, 2015)[6]
- Crosswinds (Intakt, 2019)
- Swiss Jazz Orchestra & Christoph Irniger: The Music of Pilgrim (nwog records, 2022)
- Ghost Cat (2023), mit Stefan Aeby, Dave Gisler, Raffaele Bossard